# Jennifer Jason Leigh
Jennifer Jason Leigh, ursprungligen Jennifer Lee Morrow, född 5 februari 1962 i Hollywood i Los Angeles, är en amerikansk skådespelare och filmproducent. Hon är dotter till  Vic Morrow och Barbara Turner.
Jennifer Jason Leigh började med skådespeleri i tonåren och medverkade i flera TV-serier och TV-filmer. Hennes stora genombrott blev Häftigt drag i plugget där hon spelade mot bland andra Sean Penn och Phoebe Cates. 2005 gifte hon sig med regissören Noah Baumbach och hon medverkade i hans långfilm Margot at the Wedding. Vid Oscarsgalan 2016 nominerades hon till en Oscar för bästa kvinnliga biroll för sin roll som Daisy Domergue i Quentin Tarantinos The Hateful Eight.

## Filmografi i urval
- 1982 – Häftigt drag i plugget
- 1985 – Kött och blod
- 1986 – Liftaren
- 1989 – Slutstation Brooklyn
- 1990 – Miami Blues
- 1991 – Eldstorm
- 1991 – Rush
- 1992 – Ensam ung kvinna söker
- 1993 – Short Cuts
- 1994 – Strebern
- 1994 – Mrs. Parker and the Vicious Circle
- 1995 – Georgia (även produktion)
- 1995 – Dolores Claiborne
- 1996 – Kansas City
- 1996 – Horungen
- 1999 – eXistenZ
- 2000 – Skipped Parts (även produktion)
- 2002 – Road to Perdition
- 2004 – The Machinist
- 2004 – Palindromes
- 2005 – The Jacket
- 2007 – Margot at the Wedding
- 2008 – Synecdoche, New York
- 2010 – Greenberg
- 2015 – The Hateful Eight
- 2015 – Anomalisa (röst)
- 2017–2021 – Atypical (TV-serie)
- 2017 – Twin Peaks (TV-serie)
- 2023 – Fargo (TV-serie)
- 2023 – Hunters (TV-serie)
- 2025 – När mörkret faller